# John Adler
John Herbert Adler (Filadelfia, 23 agosto 1959 – Filadelfia, 4 aprile 2011) è stato un politico statunitense, membro della Camera dei Rappresentanti per lo stato del New Jersey dal 2009 al 2011.

## Biografia
Nato in Pennsylvania e cresciuto nel New Jersey, Adler si laureò in giurisprudenza ad Harvard e svolse la professione di avvocato.
Entrato in politica con il Partito Democratico, fu consigliere comunale della città di Cherry Hill.
Nel 1990 si candidò alla Camera dei Rappresentanti contro il repubblicano in carica Jim Saxton ma fu sconfitto. L'anno seguente risultò eletto all'interno del Senato di stato del New Jersey, la camera alta della legislatura statale, dove rimase per diciassette anni.
Nel 2008 si candidò nuovamente alla Camera e questa volta riuscì ad essere eletto deputato, succedendo a Saxton che aveva deciso di non ricandidarsi per il seggio. Nel 2010, presentatosi alle elezioni per un secondo mandato, Adler risultò sconfitto dal candidato repubblicano Jon Runyan e lasciò il Congresso dopo un solo mandato.
Pochi mesi dopo la sconfitta, Adler fu operato d'urgenza per un'endocardite causata da un'infezione da stafilococco; non sopravvisse all'intervento, morendo nell'aprile del 2011 all'età di cinquantun anni.
L'anno successivo la sua vedova, Shelley, si candidò per il vecchio seggio del marito ma fu sconfitta da Runyan.